# Progress MS-7
Progress MS-7 (ryska: Прогресс МС-7) eller som NASA kallar den, Progress 68 eller 68P, är en rysk obemannad rymdfarkost som levererat förnödenheter, syre, vatten och bränsle till Internationella rymdstationen (ISS). Farkosten sköts upp med en Sojuz-2.1a-raket, den 14 oktober 2017, från Kosmodromen i Bajkonur. Den dockade med rymdstationen den 16 oktober 2017.
Den lämnade rymdstationen den 28 mars 2018och brann som planerat upp i jordens atmosfär den 26 april 2018.

## 12 oktober
Den 12 oktober 2017 avbröts förberedelserna bara sekunder före den planerade uppskjutningen. Hade farkosten skjutits upp den 12 oktober, hade den dockat med rymdstationen drygt tre timmar efter uppskjutningen.

### Fotnoter
1. ↑  ”NASA Space Science Data Coordinated Archive” (på engelska). NASA. https://nssdc.gsfc.nasa.gov/nmc/spacecraft/display.action?id=2017-065A. Läst 1 mars 2020.
2. ↑  ”Progress supply ship completes space station delivery” (på engelska). sid. spaceflightnow. Arkiverad från originalet den 17 oktober 2019. https://web.archive.org/web/20191017171516/https://spaceflightnow.com/2017/10/16/progress-supply-ship-completes-space-station-delivery/. Läst 16 oktober 2017.